# ヴィドール (イタリア)
ヴィドール（伊: Vidor）は、イタリア共和国ヴェネト州トレヴィーゾ県にある、人口約3,700人の基礎自治体（コムーネ）。

## 地理

### 位置・広がり

#### 隣接コムーネ
隣接するコムーネは以下の通り。
- クロチェッタ・デル・モンテッロ
- ファッラ・ディ・ソリーゴ
- モリアーゴ・デッラ・バッターリア
- ペデロッバ
- ヴァルドッビアーデネ

### 気候分類・地震分類
気候分類では、zona E, 2470 GGに分類される。
また、イタリアの地震リスク階級 (it) では、zona 2 (sismicità media) に分類される。

## 姉妹都市
- ペトリートリ、イタリア